# Rodriguesparakit
Rodriguesparakit (Psittacula exsul) är en utdöd fågel i familjen östpapegojor inom ordningen papegojfåglar. Den förekom tidigare på ön Maskarenerna men är försvunnen, senast rapporterad 1875. IUCN kategoriserar arten som utdöd.

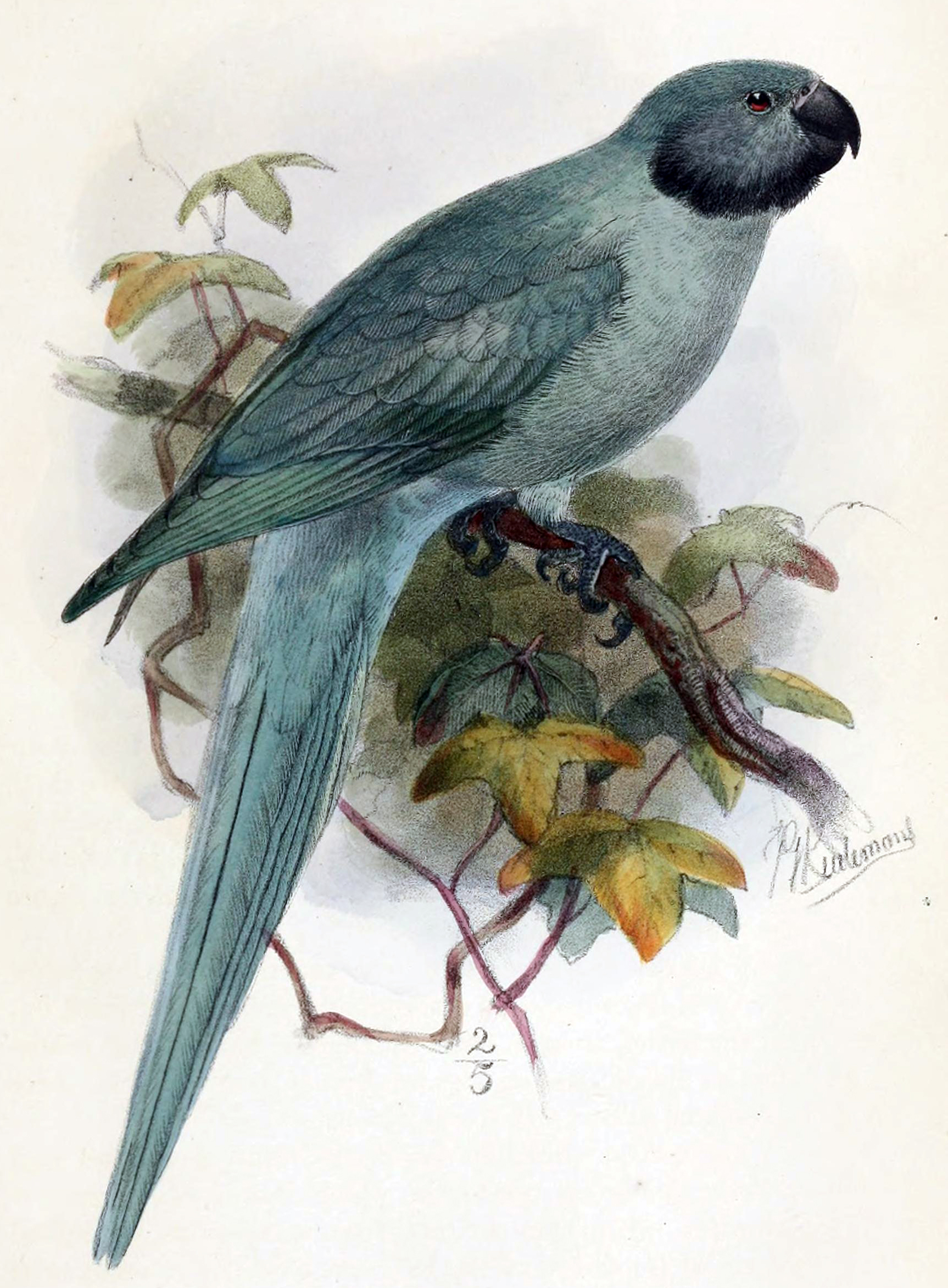
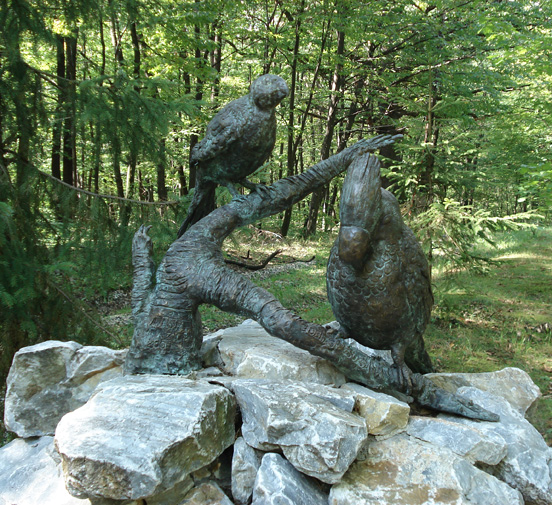